# 橋詰直道
橋詰 直道（はしづめ なおみち　1951年7月8日 - ）は、日本の地理学者。駒澤大学名誉教授。専門は人文地理学（都市地理学）・都市計画・都市緑地・郊外住宅地。

## 来歴
高知県出身。1976年3月、駒澤大学大学院修士課程修了。千葉県の高校で教員を務め、1993年に駒澤大学文学部専任講師。1997年、同助教授。1994年11月より環境省自然環境保全基礎調査検討会検討員（2001年4月迄）。1999年4月から2000年3月まで在外研究 (Department of Geography, University College London)。2003年、駒澤大学文学部地理学科地域文化研究専攻教授に就任。 習志野市在住のため、千葉県に関する研究が多いのが特徴。所属学会は、日本都市計画学会、日本地理学会、日本造園学会、人文地理学会、経済地理学会。
2004年5月、「ロンドンにおける都市自然と住宅地景観の保全に関する研究」で日本造園学会 研究論文部門研究奨励賞を受賞。
2015年、日本地図学会功労賞を受賞。2007年に駒澤大学地理学科主任、2011年に大学院地理学専攻主任、2017年に文学部長を歴任。2022年3月末で定年退職し、名誉教授。

## 主な研究内容
- 「ロンドンにおける緑地保全と維持管理政策」
- 「郊外住宅地の景観及びスプロールと居住環境に関する諸問題」
- 「英国におけるガーデン・シティ，ガーデン・ヴィレッジ，ガーデン・サバーブの計画」
- 「千葉県の地域研究」[6]